# Фрактал

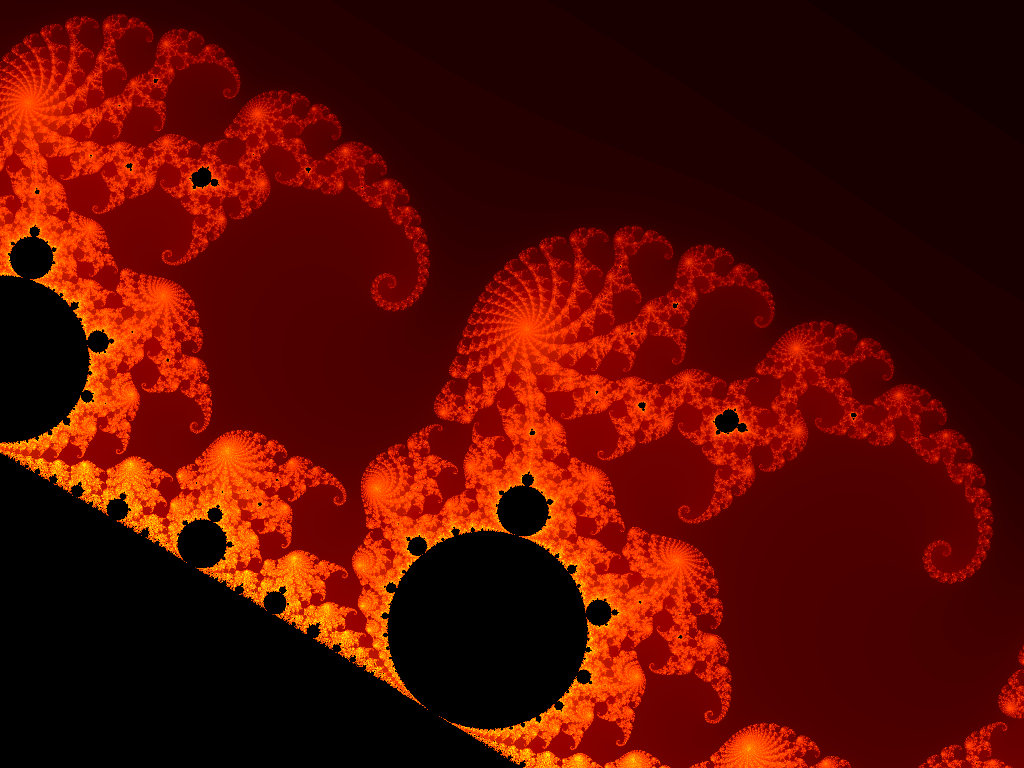
Границя множини Мандельброта є відомим прикладом фрактала

Фракта́л (від лат. fractus — подрібнений, дробовий) — у поширеному розумінні структура, що складається з частин, які в певному сенсі подібні до цілого. Більш строге означення фрактала вимагає глибоких знань із курсів алгебри і математичного аналізу.
Однак, не всі самоподібні множини є фрактальними і не всі фрактальні множини є самоподібними. Наприклад, будь-який відрізок є самоподібною множиною, але водночас він не є фракталом. Водночас існують фрактальні множини, які не є самоподібними.
Термін фрактал запровадив у 1975 році французький математик Бенуа Мандельброт у своїй книжці «Фрактали: випадок, форма, розмірність».

## Історія

Сніжинка Коха є межею нескінченної конструкції, що починається з трикутника та доповнюється рекурсивною заміною кожного сегменту набором із чотирьох сегментів, які утворюють трикутний «виступ». Щоразу, коли додаються нові трикутники (при ітерації), периметр фігури зростає на третину й тому прямує до нескінченності, коли кількість ітерацій прямує до нескінченності. Довжина межі сніжинки Коха, таким чином, є нескінченною, а її площа — скінченною.

Об'єкти, які виникають під час побудови фракталів, досліджувались задовго до того, як виник сам термін «фрактал». У етноматематиці, наприклад в роботах Рона Еглаша «Африканські Фрактали», задокументовано поширені нині геометричні фігури, які виникають при побудові фракталів, у мистецтві тубільців. У 1525 році німецький митець Альбрехт Дюрер опублікував свою працю "Керівництво Художника", один із розділів якої має назву «Черепичні шаблони, утворені пентагонами». Пентагон Дюрера багато в чому є схожим на килим Серпінського, але замість квадратів використовуються п'ятикутники. Джексон Поллок (американський експресіоніст 50-х років минулого століття) малював об'єкти, дуже схожі на ті, що виникають при побудові фракталів.
Ідею «рекурсивної самоподібності» було висунуто філософом Ляйбніцом, який також розробив багато з деталей цієї ідеї. В 1872 Карл Веєрштрасс побудував приклад функції з неінтуїтивною особливістю, скрізь неперервною, але усюди недиференційованою — графік цієї функції тепер би називався фракталом. У 1904 Гельґе фон Кох, незадоволений занадто абстрактним та аналітичним означенням Веєрштрасса, розробив більш геометричне означення схожої функції, яка тепер має назву сніжинки Коха. Ідею самоподібних кривих було далі розвинено Полем П'єром Леві, який у своїй роботі "Криві та поверхні на площині та у просторі, які складаються із частин, схожих на ціле", виданій 1938 року, описав нову фрактальну криву, відому тепер як Крива Леві.
Георг Кантор навів приклади підмножин дійсних чисел із незвичними властивостями — ці множини Кантора тепер також визнаються як фрактали. Ітераційні функції на комплексній площині досліджувались в кінці 19 та на початку 20 століття Анрі Пуанкаре, Феліксом Кляйном, П'єром Фату та Ґастоном Жюліа. Проте за браком сучасної комп'ютерної графіки у них забракло засобів відобразити красу багатьох із відкритих ними об'єктів.
В 1960-х роках, Бенуа Мандельброт почав дослідження самоподібності в своїх роботах, наприклад «Яка довжина узбережжя Британії? Статистична самоподібність та дробова розмірність». Ця доповідь базувалась на ранніх роботах Льюїса Фрая Річардсона. В 1975 році Мандельброт використав слово фрактал як назву для об'єктів, розмірність Гаусдорфа яких є більшою за топологічну розмірність. Він проілюстрував своє математичне означення захопливими зображеннями, зробленими за допомогою комп'ютера. Ці зображення привернули велику увагу; багато з них базувалися на рекурсії, що призвело до появи поширеного розуміння слова фрактал.

## Приклади

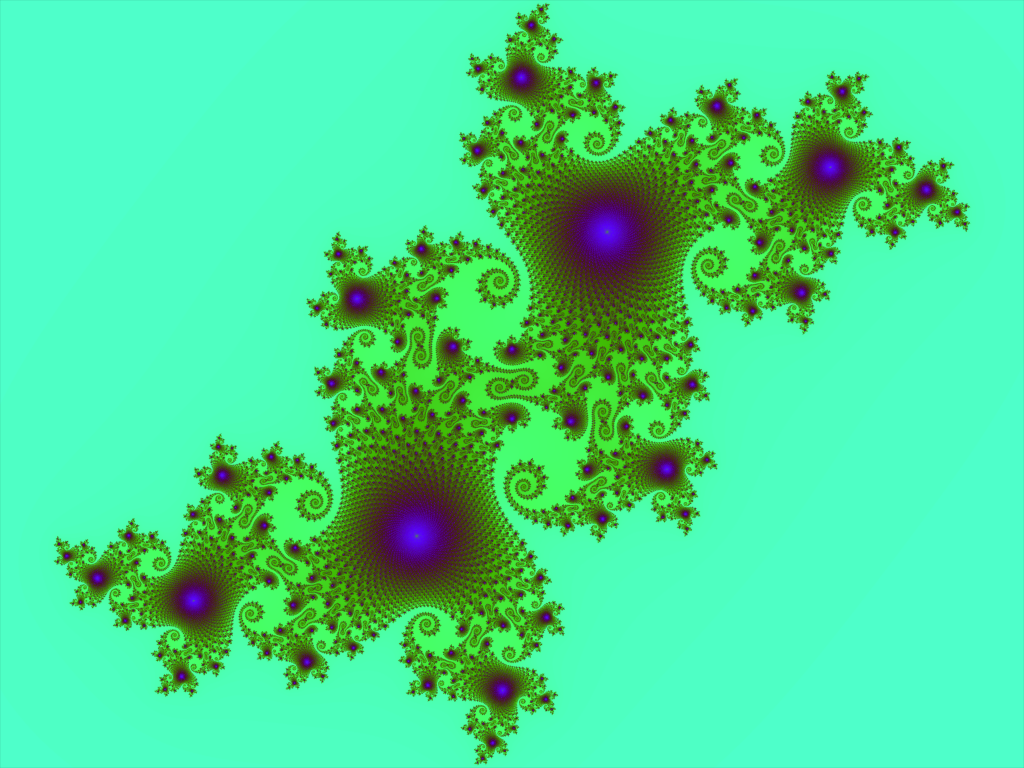
Множина Жюліа, фрактал, близький до множини Мандельброта.

Порівняно простий клас прикладів фракталів утворюють множини Кантора. Власне, сам Георг Кантор у своїй статті «Про потужність однієї досконалої множини точок» навів приклад лише однієї множини (нині її називають класичною множиною Кантора C0) і довів її континуальність. Аналітично класичну множину Кантора можна задати як множину точок одиничного інтервалу [0;1], у трійковому записі яких відсутня цифра 2. Ця множина є самоподібною, оскільки її можна представити як об'єднання двох множин, кожна з яких подібна до всієї множини з коефіцієнтом 1/3. Топологічна розмірність класичної множини Кантора C0 дорівнює нулю, а розмірність Гаусдорфа дорівнює log 2/log 3, а отже, вона є фракталом.
Якщо розглядати множини точок одиничного інтервалу, запис яких у системі числення з основою N не міститиме однієї чи кількох цілком визначених цифр, можна отримати узагальнення класичної множини Кантора, які мають аналогічні властивості, зокрема, вони також є самоподібними фракталами, розмірність яких обчислюється аналогічно до розмірності множини C0. Наприклад, множина всіх чисел одиничного інтервалу [0;1], запис котрих не містить цифри 7 із їх десяткового подання, є самоподібною фрактальною множиною, розмірність розмірність Гаусдорфа якої дорівнює log 9/log 10.
Також до прикладів фракталів належить фрактал Ляпунова, трикутник Серпінського, килим Серпінського, губка Менгера, сітка Аполлонія, крива дракона, крива заповнення простору, межі множин груп Кліні та крива Коха. Фрактали можуть бути детермінованими або стохастичними (наприклад, недетермінованими).
Хаотичні динамічні системи іноді асоціюються з фракталами (дивіться атрактор). Об'єкти в просторі параметрів, що задають динамічну систему, також можуть бути фракталами. Цікавим прикладом є множина Мандельброта. Ця множина містить у собі цілі круги, тому її розмірність Гаусдорфа дорівнює топологічній розмірності, яка дорівнює 2. Отже, формально множина Мандельброта не є фракталом, але розмірність Гаусдорфа її межі також дорівнює 2 (а топологічна розмірність дорівнює 1). Це було доведено японським математиком Міцухіро Шішікурою в 1991 році. Множини, розмірність Гаусдорфа яких на одиницю більша за їх топологічну розмірність, називають суперфракталами.

### Самоподібні множини з незвичайними властивостями в математиці
Починаючи з кінця XIX століття, в математиці з'являються приклади самоподібних об'єктів з патологічними з точки зору класичного аналізу властивостями. До них можна віднести наступні:
- множина Кантора — ніде не щільна континуальна досконала множина нульової міри Лебега (модифікувавши процедуру, можна також отримати ніде не щільну множину додатної міри Лебега)[2];
- трикутник Серпінського («серветка» Серпінського) і килим Серпінського — аналоги множини Кантора на площині;[15]
- губка Менгера — аналог множини Кантора в тривимірному просторі;[16]
- приклади Веєрштрасса[7] і ван дер Вардена[2] ніде не диференційованої неперервної функції;
- крива Коха — неперервна крива, що не має самоперетинів, нескінченної довжини, яка не має дотичній в жодній точці;[6]
- крива Пеано — неперервна крива, що проходить через всі точки квадрата;[17]
- траєкторія броунівської частинки також з імовірністю 1 ніде не диференційована. Її гаусдорфова розмірність дорівнює двом.[18]

### Рекурсивна процедура для побудови фрактальних кривих
Існує проста рекурсивна процедура для побудови фрактальних кривих на площині. Задамо довільну ламану зі скінченним числом ланок, яку називають генератором фрактальної кривої. Далі, замінимо в ній кожен відрізок на генератор (точніше, ламаною, подібною до генератора). У цій ламаній знову замінимо кожний відрізок на генератор. Продовжуючи цей процес до нескінченності, як границю (граничну множину) одержимо фрактальну криву.
Прикладами таких кривих є :
- крива Коха (сніжинка Коха);[6]
- крива Леві;[6]
- крива Мінковського;[19]
- крива Гільберта;[20]
- ламана (крива) дракона (фрактал Хартера—Хейтуея);[12]
- крива Пеано.[17]

За допомогою схожої процедури можна побудувати дерево Піфагора.

### Стохастичні фрактали
Природні об'єкти часто мають фрактальну форму. Для їх моделювання можуть застосовуватися стохастичні (випадкові) фрактали. Приклади стохастичних фракталів:
- траєкторія броунівського руху на площині і в просторі;
- межа траєкторії броунівського руху на площині. У 2001 році Лоулер, Шрамм і Вернер довели припущення Мандельброта про те, що її розмірність дорівнює 4/3;
- еволюції Шрамма—Левнера — конформно — інваріантні фрактальні криві, що виникають в критичних двовимірних моделях статистичної механіки, наприклад, в моделі Ізінга і перколяції;
- різні види рандомізованих фракталів, тобто фракталів, отриманих за допомогою рекурсивної процедури, в яку на кожному кроці введений випадковий параметр. Плазма(інші мови) — приклад використання такого фрактала в комп'ютерній графіці.

### Фрактальна розмірність межі кривої Коха
Наведений нижче аналіз Сніжинки Коха є прикладом того, як самоподібність може використовуватись для аналізу властивостей фрактала.
Загальна довжина N малих сходинок L дорівнює добуткові NL. При застосуванні до сніжинки Коха отримуємо невизначене число, коли L прямує до 0. Але таке означення не є задовільним, оскільки різні криві Коха мають різні розміри. Вихід полягає в тому, щоб вимірювати ані в метрах (m), ані в квадратних метрах (m2), але в деякому іншому ступені метра, mx. Тепер 4N(L/3)x = NLx, оскільки втричі коротший відрізок потребує в 4 рази більше відрізків, як це видно з малюнку. Єдиним розв'язком цього рівняння є x = (log 4)/(log 3) ≈ 1.26186. Тому, одиниця вимірювання довжини межі сніжинки Коха дорівнює приблизно m1.26186.

### Генерування фракталів
Три поширені методи генерування фракталів:
- Ітераційні функції — будуються відповідно до фіксованого правила геометричних заміщень. Множина Кантора, килим Серпінського, трикутник Серпінського, крива Пеано, крива Коха, крива дракона, Т-Квадрат та губка Менгера є прикладами таких фракталів.
- Рекурентні співвідношення — Фрактали, що визначаються рекурентним відношенням в кожній точці простору (такому як площина комплексних чисел). Прикладами фракталів цього типу є множина Мандельброта, палаючий корабель та фрактал Ляпунова.
- Випадкові процеси — Фрактали, що генеруються з використанням стохастичних, а не детермінованих процесів, наприклад: фрактальні ландшафти, траєкторія Леві та броунівське дерево. Останній утворює так звані кластери дифузійних концентратів та (реакційних концентратів).

### Класифікація фракталів
Фрактали також можна класифікувати відповідно до їхньої самоподібності. Розрізняють три типи самоподібності у фракталах:
- Точна самоподібність — Це найсильніший тип самоподібності; фрактал виглядає однаково при різних збільшеннях. У фракталів, згенерованих з використанням ітераційних функцій, часто виявляється точна самоподібність.
- Майже самоподібність — Слабка форма самоподібності; фрактал виглядає приблизно (але не точно) самоподібним при різних збільшеннях. Майже самоподібні фрактали містять малі копії цілого фрактала у перекручених та вироджених формах. Фрактали, згенеровані з використанням рекурентних відношень, зазвичай є майже (але не точно) самоподібними.
- Статистична самоподібність — Це найслабкіша форма самоподібності; фрактал має чисельні або статистичні міри, що зберігаються при збільшенні. Найприйнятніші означення «фракталів» просто містять в собі деякий вид статистичної самоподібності (розмірність фрактала, сама по собі, є чисельною мірою, що зберігається при збільшенні). Ймовірнісні фрактали є прикладами фракталів, які є статистично, але не майже й не точно самоподібними.

Слід зазначити, що не всі самоподібні об'єкти є фракталами; наприклад, числова вісь (евклідова пряма) є точно самоподібною, але, оскільки її розмірність Гаусдорфа та топологічна розмірність дорівнюють одиниці, вона не є фракталом.

### Природні об'єкти, що володіють фрактальними властивостями
У живій природі:
- Корали
- Морські зірки і їжаки
- Раковини деяких молюсків
- Частини деяких рослин (броколі, капуста, ананас)
- Крони дерев і листя рослин
- Кровоносна система і бронхи людей і тварин

У неживій природі:
- Межі географічних об'єктів (країн, областей, міст)
- Берегові лінії
- Гірські хребти
- Сніжинки
- Хмари
- Блискавки
- Утворені на склі візерунки
- Кристали
- Сталактити, сталагміти, геліктити

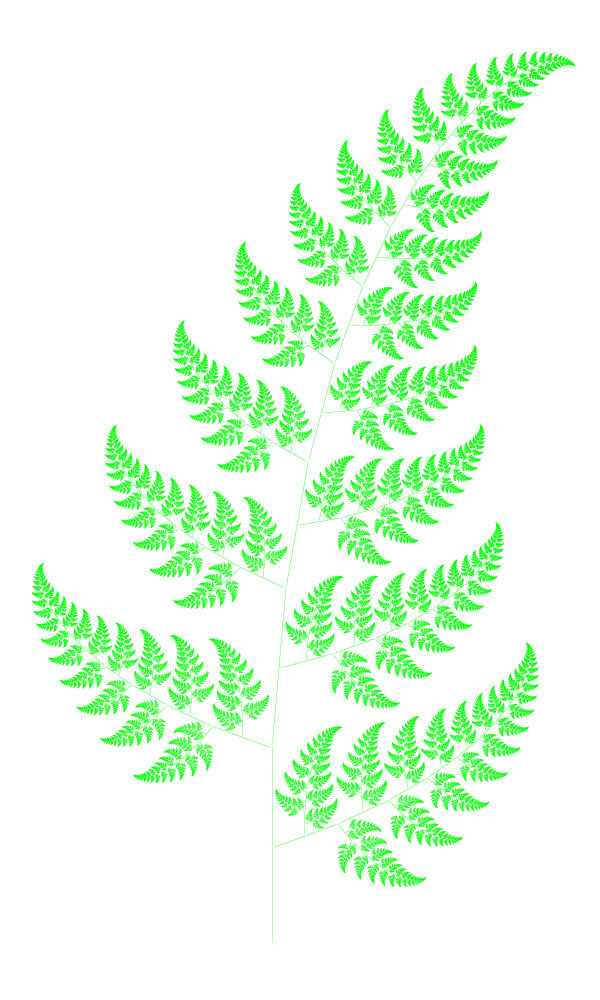
Фрактальна папороть, обчислена з використанням системи ітераційних функцій.

Дерева та папороті є фрактальними за своєю природою та можуть моделюватись на комп'ютерах із використанням рекурсивних алгоритмів. Таку рекурсивність ясно видно на таких прикладах: гілка дерева або фронд від папороті є мініатюрним відтворенням цілого; не ідентичне, але схоже за природою.
Поверхня гір може моделюватись на комп'ютері з використанням фракталів: починати з трикутника в тривимірному просторі та з'єднати центральні точки кожного ребра відрізками, отримуючи 4 трикутники. Центральні точки потім зсуваються догори або донизу на випадкову відстань у фіксованому діапазоні. Процедура повторюється зі зменшенням діапазону на кожній ітерації вдвічі. Рекурсивна природа алгоритму гарантує, що ціле є статистично подібним до кожної з деталей.

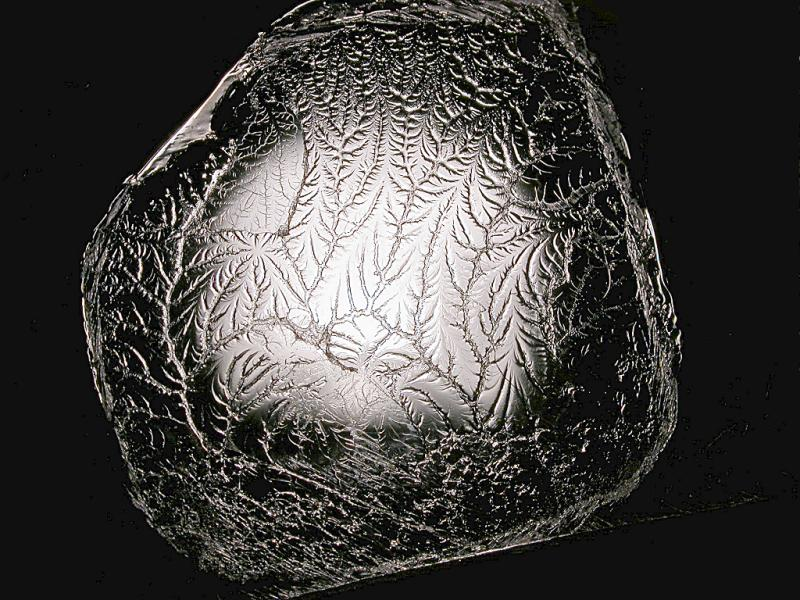
При розриві двох вкритих клеєм листів акрилу утворюється фрактальний візерунок.
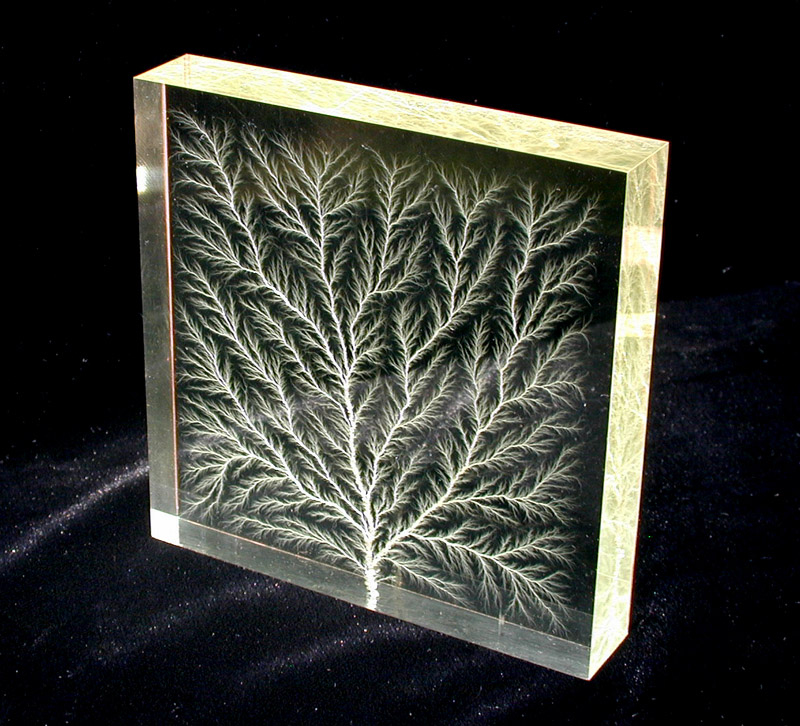
Високовольтний розряд в 4″ блоці акрилу створює фрактальний рисунок Ліхтенберга.
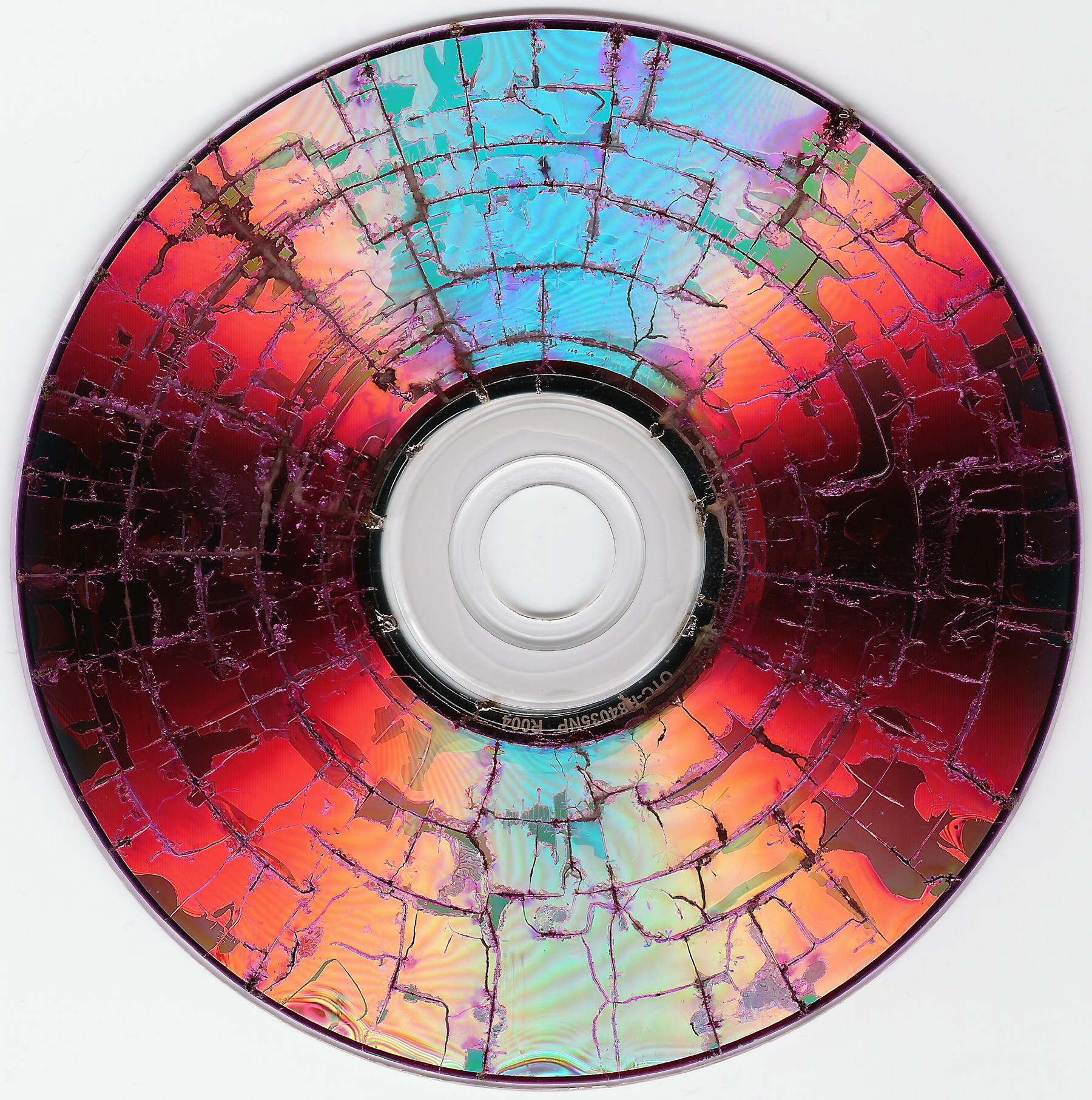
Фрактальні тріщини з'являються на DVD диску після обробки мікрохвильовим випроміненням.
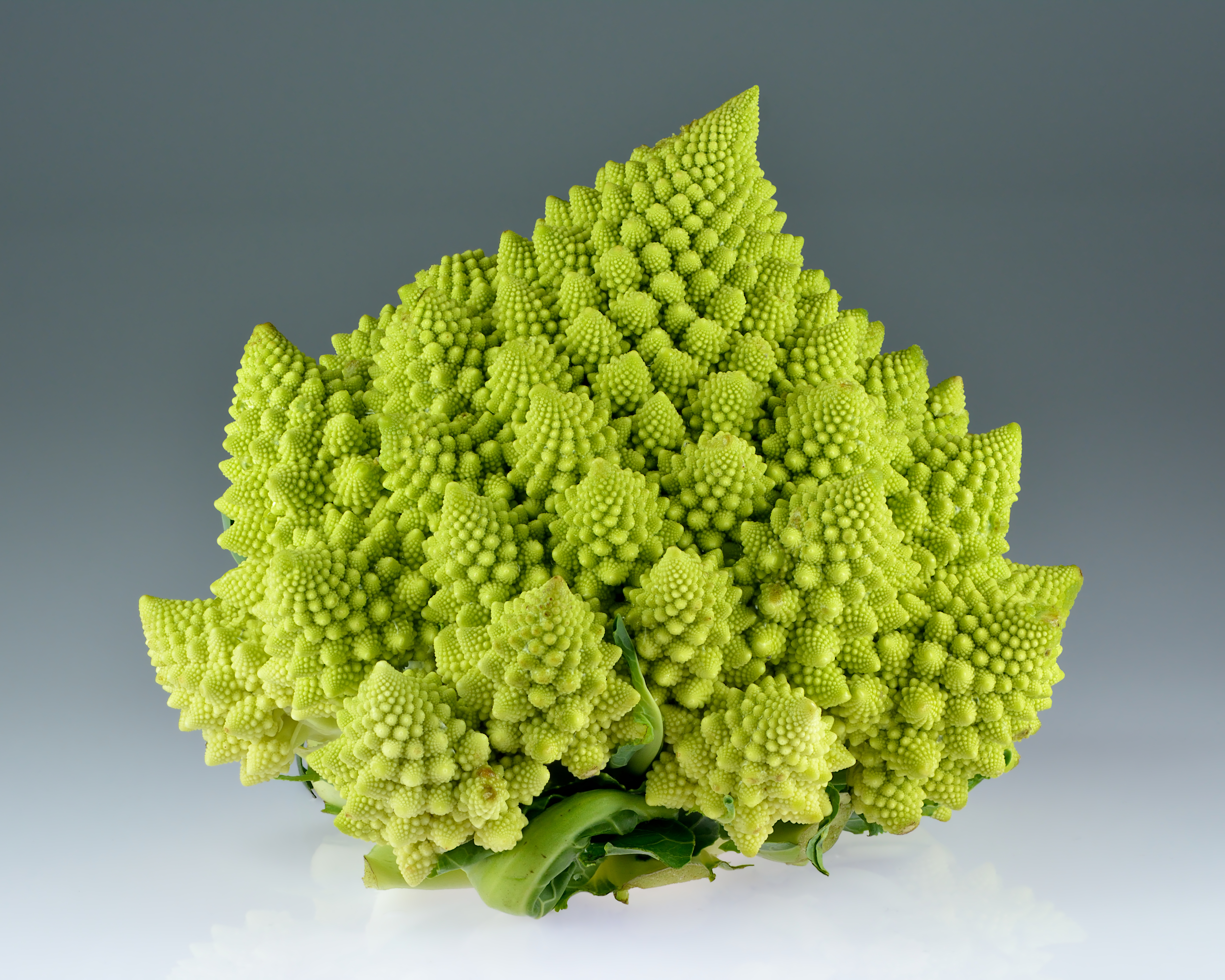
Капуста Romanesco broccoli демонструє дуже дрібні природні фрактали.
Ö-фрактал

### Об'єкти, що володіють фрактальними властивостями, в літературі
Польські фізики з Краківської політехніки, проаналізувавши довжину речень у 113 великих творах світової літератури різних епох, написаних різними мовами й різними авторами (Оноре де Бальзак, Вільям Шекспір, Вірджинія Вулф, Томас Манн, Умберто Еко, Федір Достоєвський, Генрик Сенкевич, Джон Толкін, Хуліо Кортасар), виявили в них фігуру, малі частини якої при довільному збільшенні є подібними до неї самої. Ці фігури — самоподібні навіть на множинних рівнях. Всі досліджені твори демонструють самоподібності в послідовності та довжині речень.
Особливо складними виявилися роман Джеймса Джойса «Поминки за Фіннеганом» і Старий Заповіт.

## Застосування

### Природничі науки
У фізиці фрактали природним чином виникають при моделюванні нелінійних процесів, таких, як турбулентний плин рідини, складні процеси дифузії — адсорбції, полум'я, хмари тощо фрактали використовуються при моделюванні пористих матеріалів, наприклад, в нафтохімії. У біології вони застосовуються для моделювання популяцій і для опису систем внутрішніх органів (система кровоносних судин). Після створення кривої Коха було запропоновано використовувати її при обчисленні протяжності берегової лінії.

### Генерація зображень природних об'єктів

Фрактал, який моделює поверхню гори (анімація).

Геометричні фрактали застосовуються для отримання зображень дерев, кущів, берегових ліній тощо. Алгебричні та стохастичні — для побудови ландшафтів, поверхні морів, моделей біологічних та інших об'єктів.

### Механіка рідин
Фракталами добре описуються такі процеси та явища, що стосуються механіки рідин і газів:
- динаміка та турбулентність складних потоків;
- моделювання полум'я;
- пористі матеріали, у тому числі в нафтохімії.

### Біологія
- Моделювання популяцій;
- біосенсорні взаємодії;
- процеси всередині організму, наприклад, биття серця.

### Інженерія
Фрактальну геометрію для проектування антенних пристроїв було вперше застосовано американським інженером Натаном Коеном, який тоді жив у центрі Бостона, де було заборонено встановлювати зовнішні антени на будинках. Натан вирізав з алюмінієвої фольги фігуру у формі кривої Коха та наклеїв її на аркуш паперу, а потім приєднав до приймача. Виявилось, що така антена працює не гірше за звичайну.
Це дозволило Коену заснувати власну компанію й налагодити серійний випуск антен своєї конструкції. З тих пір такі антени отримали інтенсивний розвиток
Перевагами фрактальних антен є багатодіапазонність та широкосмуговість.
Фрактальні лещата використовуються для закріплення деталей складної форми, щільно облягаючи їх завдяки рухомому фрактальному краю. Їх винайшов у 1922 році австрієць Паулін Карл Кунце.

### Стиснення зображень
За допомогою фракталів можна стискати великі растрові зображення до частин їхніх нормальних розмірів. Це твердження випливає з теореми Банаха про стискуючі відображення й є результатом роботи дослідника Технологічного інституту шт. Джорджія Майкла Барнслі.
Коротко метод можна описати таким чином. Зображення кодується кількома простими перетвореннями (в нашому випадкові афінними), тобто визначається коефіцієнтами цих перетворень (в нашому випадкові: A, B, C, D, E та F).
Наприклад, закодувавши якесь зображення двома афінними перетвореннями, ми однозначно визначаємо його за допомогою 12 коефіцієнтів. Якщо тепер задати яку-небудь початкову точку (наприклад, X = 0, Y = 0) та запустити ітераційний процес, то ми після першої ітерації отримаємо дві точки, після другої — чотири, після третьої — вісім і т. д. Через кілька десятків ітерацій сукупність отриманих точок описуватиме закодоване зображення. Але проблема полягає в тому, що дуже важко знайти коефіцієнти перетворень, які кодували б довільне зображення.
Не зважаючи на те, що було створено програмне забезпечення, що реалізує ці алгоритми (наприклад, бібліотеки фрактального стиснення використовуються в Microsoft Encarta), досить ефективного методу не було знайдено досі, а сам Майкл Барнслі продовжує працювати в даному напрямкові.

### Децентралізованімережі
Система призначення IP-адрес в мережі Netsukuku використовує принцип фрактального стиснення інформації для компактного зберігання інформації про вузли мережі. Кожен вузол мережі Netsukuku тримає лише 4 Кб інформації про стан сусідніх вузлів, при цьому будь-який новий вузол під'єднується до загальної мережі без необхідності в центральному регулюванні роздавання IP-адрес, що, наприклад, є характерним для мережі Інтернет. Таким чином, принцип фрактального стиснення гарантує повністю децентралізовану, а отже, максимально стійку роботу всієї мережі.